# Aeroportul Périgueux Bassillac
Aeroportul Périgueux Bassillac (IATA: PGX, ICAO: LFBX) este un aeroport din Bassillac, Cantonul Saint-Pierre-de-Chignac, Arondismentul Périgueux, Dordogne, Nouvelle-Aquitaine, Franța metropolitană, Franța ce deservește zona Périgueux. Aeroportul a fost tranzitat în 2018 de 2.878 de pasageri. A fost numit după Bassillac.
Situat la o altitudine de 100 m, aeroportul dispune de o singură pistă.